# Plumelin
Plumelin är en kommun i departementet Morbihan i regionen Bretagne i nordvästra Frankrike. Kommunen ligger i kantonen Locminé som tillhör arrondissementet Pontivy. År 2022 hade Plumelin 2 841 invånare.

## Befolkningsutveckling
Antalet invånare i kommunen Plumelin
| Referens: INSEE |